# Distretto 5 (Düsseldorf)
Il distretto 5 è uno dei 10 distretti urbani (Stadtbezirk) della città tedesca di Düsseldorf.

## Suddivisione amministrativa
Il distretto 5 è diviso in 6 quartieri (Stadtteil):
- 051 Stockum
- 052 Lohausen
- 053 Kaiserswerth
- 054 Wittlaer
- 055 Angermund
- 056 Kalkum